# جاده ناپیموده
«جاده ناپیموده» (انگلیسی: The Road Not Taken) شعری روایی از رابرت فراست است که نخستین بار در شماره اوت ۱۹۱۵ مجله آتلانتیک مانثلی چاپ شد.